# Mặt trận Quốc gia liên hiệp
Mặt trận Quốc gia Liên hiệp là một ủy ban liên hiệp kháng chiến chống Pháp của các tổ chức cách mạng miền Nam được thành lập ngày 20 tháng 4 năm 1946, do ông Vũ Tam Anh chủ trì. Một số người trong Mặt trận cho rằng Đệ tam Cộng sản quốc tế đang gia tăng ảnh hưởng bằng các kế hoạch chính trị và quân sự, sau ký kết Hiệp định sơ bộ 6-3-1946 giữa Hồ Chí Minh và Jean Sainteny. Chủ trương của Mặt trận là chống Pháp, nhưng sau này tổ chức bị chia rẽ, một số nhóm kiên trì chống Pháp đã rời bỏ mặt trận, những nhóm còn lại thì chuyển sang cộng tác với Pháp để thành lập Cộng hòa Tự trị Nam Kỳ.
Tổ chức này thành lập sau Hiệp định sơ bộ 6 tháng Ba, và Hội nghị trù bị Đà Lạt được tổ chức ngày 19 tháng 4. Đại diện Việt Minh có đại diện tham gia Mặt trận, nhưng sau khi được lệnh Trung ương là hợp nhất vào Hội Liên hiệp Quốc dân Việt Nam thì một số nhóm tách ra.

## Lịch sử
Mặt trận Quốc gia Liên hiệp gồm đại biểu các đoàn thể:
Đại diện tôn giáo gồm có:
- Giáo chủ Phật giáo Hòa Hảo Huỳnh Phú Sổ
- Lê Văn Ty, đại diện Cao Đài Tây Ninh
- Giáo sư Huỳnh Thơ Hương, đại diện Cao Đài kháng chiến Hậu Giang
- Lâm Văn Hậu, đại diện Tịnh Độ cư sĩ
- Linh mục Nguyễn Bá Sang, đại diện Thiên Chúa giáo.

Đại diện các đoàn thể chính trị gồm có:
- Phạm Thiều, đại diện phòng chính trị khu 7
- Trần Văn Lâm, đại diện Việt Nam Quốc Dân Đảng
- Mai Thọ Trân thay mặt Hà Huy Giáp, đại diện Tổng Công Đoàn và Kỳ Bộ Việt Minh
- Nguyễn Văn Sâm và Nguyễn Bảo Toàn, Lãnh tụ và Tổng thư ký Việt Nam Quốc gia Độc lập Đảng
- Phạm Hữu Đức, Nguyễn Văn Nhân, đại diện Huỳnh Long Đảng.

Đại diện các lực lượng quân sự gồm có:
- Lê Trung Nghĩa, đại diện lực lượng kháng chiến
- Phan Định Công thay mặt Nguyễn Bình khu trưởng khu 7
- Huỳnh Văn Trí, Chỉ huy trưởng Vệ Quốc đoàn Bà Quẹo kiêm đại diện Liên chi Bình Xuyên
- Lai Hữu Tài, đại diện Vệ Quốc Đoàn địa phương Sài Gòn Chợ lớn
- Phạm Hữu Đức, Chỉ huy trưởng Chi đội 5 Vệ Quốc đoàn
- Huỳnh Tấn Chùa, Chỉ huy trưởng Chi đội 12 Vệ Quốc đoàn
- Vũ Tam Anh, Chỉ huy trưởng Đệ nhị Sư đoàn Dân quân Cách mạng
- Châu Ty, Chỉ huy trưởng Du kích quân địa phương Saigon Chợ lớn
- Từ Văn Ri và Từ Huỳnh, Chi đội trưởng và Đội trưởng chi đội 12
- Lâm Văn Đức, Chi đội trưởng chi đội 25
- Nguyễn Văn Đội tức Sáu Đội, Chi đội 7 đổi lại Trung đoàn 307
- Nguyễn Văn Mười chi đội trưởng chi đội 8, lực lượng Quân đội Cao Đài kháng chiến Tây Ninh

Ban Chấp hành được thành lập với thành phần như sau:
- Chủ tịch: Hoàng Anh (Bí danh của Huỳnh Phú Sổ - giáo chủ Phật giáo Hòa Hảo)
- Phó chủ tịch: Vũ Tam Anh
- Thư ký: Mai Thọ Trân
- Tuyên truyền: Lê Trung Nghĩa
- Ủy viên quân sự: Huỳnh Văn Trí, Bùi Hữu Phiệt, Phạm Hữu Đức, Nguyễn Thành Long
- Cố vấn: Nguyễn Văn Sâm, Phạm Thiều (Trưởng phòng Chính trị khu 7 do Nguyễn Bình cử đến), Phạm Hữu Đức, Trần Văn Lâm.

## Chủ trương chính trị
Theo ông Nguyễn Kỳ Nam cho rằng:
| “ | Toàn dân Việt Nam đứng dậy đấu tranh để giành độc lập cho tổ quốc, nhưng đau đớn thay cuộc tranh đấu giải phóng này lại bị Đông Dương Cộng sản đảng núp dưới nhãn hiệu ái quốc Việt Minh chi phối. Nhờ chiếm giữ địa vị then chốt trong Chính phủ, lần hồi họ loại các phần tử đối lập, các lãnh tụ quốc gia để thực hiện chế độ đảng trị, chịu mạng lịnh Mạc Tư Khoa, tranh đấu cho giai cấp vô sản, bỏ rơi hẳn lập trường quốc gia. Trước sự đào tẩu của Ủy ban Nhân dân và kháng chiến Nam Bộ ra Bắc, bỏ quần chúng bơ vơ trước sự tấn công mãnh liệt của quân đội Pháp, dân quân mất cả hệ thống, các lãnh tụ quốc gia nhận thấy phải gấp rút cứu vãn tình thế nguy ngập của nước nhà. Vì vậy, một đại hội nhóm ngày 20/4/1946 tại Đại bản dinh của tướng Huỳnh Văn Trí ở chiến khu Bà Quẹo, có đủ đại diện các đảng chánh trị, các tôn giáo, các cơ quan quân sự cùng các từng lớp dân chúng, tuyên bố thành lập Mặt trận Quốc gia Liên hiệp Việt Nam để tiếp tục lãnh đạo cuộc kháng chiến. | ” |

Theo ông Nguyễn Kỳ Nam, quan điểm ban đầu của Mặt trận Quốc gia liên hiệp là vừa chống Pháp vừa chống phong trào Cộng sản quốc tế: "nếu không có một Chính phủ ở Nam Kỳ, Nam Kỳ là lãnh thổ của Pháp, theo công pháp quốc tế, nước Pháp vẫn còn ở duyên hải Thái Bình Dương. Tiền đồ tổ quốc sẽ bị xô vào hai ngả hoặc bị đô hộ lại bởi thực dân, hoặc bị đô hộ lại bởi cộng sản quốc tế. Hai viễn tượng đều tai hại cho giống nòi.".
Lúc đầu Mặt trận không có liên hệ gì với Hội đồng tư vấn Nam Kỳ do người Pháp thành lập và Nguyễn Văn Thinh làm chủ tịch. Trong thời gian đúng dịp phái đoàn Việt Nam Dân chủ cộng hòa tham gia Hội nghị Fontainebleau, Nguyễn Văn Xuân và Đốc phủ Chấn qua Pháp đề xuất thiết lập Nam Kỳ tự trị trong Liên bang Đông Dương, mặc dù phái đoàn Việt Nam Dân chủ cộng hòa phản đối vì họ không đại diện cho chính phủ hợp pháp. Sau khi Mặt trận Quốc gia liên hiệp ủng hộ chủ trương cho bác sĩ Nguyễn Văn Thinh thành lập chính phủ lâm thời Cộng hòa Tự trị Nam Kỳ thuộc Liên Hiệp Pháp, Việt Minh và các nhóm kiên trì lập trường tiếp tục kháng chiến chống Pháp đã tách ra. Nguyễn Hòa Hiệp, Tư lệnh Đệ tam sư đoàn ra thông cáo kêu gọi lực lượng kháng chiến chống Pháp ở Nam Bộ ngưng chiến: "Chính phủ Pháp đã bằng lòng để cho chúng ta có quân đội và chính phủ riêng. Hai dân tộc Pháp và Nam Kỳ sẽ sống bình đẳng. Vậy các chiến sĩ đang chiến đấu, hãy ngừng chiến ngay".
Sau đó, Mặt trận bị chia rẽ. Nguyễn Văn Sâm tham gia thành lập Mặt trận Thống nhất Quốc gia Liên hiệp. Theo ông Nguyễn Kỳ Nam, bác sĩ Lê Văn Hoạch, người của Mặt trận, chính thức thành lập chính phủ Cộng hòa Tự trị Nam Kỳ thay thế chính phủ của bác sĩ Thinh. Cuối cùng theo ông Nguyễn Kỳ Nam Mặt trận sẽ ủng hộ Thiếu tướng Nguyễn Văn Xuân thành lập Chính phủ Cộng hòa Nam Phần Việt Nam. Mặt trận ủng hộ việc thành lập Cộng hòa Vệ binh Việt Nam thuộc Cộng hòa Tự trị Nam Kỳ. Quân đội Cao Đài là thành viên của Mặt trận được phép nhận khí giới của Pháp để lập quân đội làm nền tảng cho quân đội quốc gia sau này.
Năm 1947, Mặt trận Quốc gia liên hiệp được sự cho phép của Pháp, dời Ban chấp hành về trụ sở tại Sài Gòn để cùng nhà đương cục Pháp tìm giải pháp giải quyết cuộc xung đột Pháp Việt. Chủ trương của Mặt trận đối với Pháp lúc này đã chuyển sang ủng hộ, theo đó họ tuyên bố "Chúng tôi nhìn nhận rằng người Việt Nam chịu rất nhiều ảnh hưởng văn hóa của Pháp. Hơn nữa quyền lợi của người Pháp trên giải đất này rất nhiều, và sự có mặt của người Pháp trên lãnh thổ Việt Nam cũng rất cần thiết về mặt kỹ thuật chuyên môn hầu giúp sức dân tộc Việt Nam trên đường tiến hóa theo kịp các nước láng giềng... Đó là công trình vĩ đại mà nước Pháp với tư cách người anh, người thấy có bổn phận dìu dắt dân Việt Nam đoạt được nguyện vọng chánh đáng hầu điều hòa quyền lợi giữa hai xứ và giữ vững mối tình hữu nghị giữa hai dân tộc."".
Trong lúc đó, lực lượng quân sự của một số đảng phái tham gia Mặt trận vẫn chiến đấu chống Pháp tại các vùng nông thôn. Do Mặt trận đã chính thức tuyên bố ủng hộ Pháp, các đảng phái kiên trì lập trường chống Pháp đã rời bỏ Mặt trận và theo Việt Minh và Hội Liên hiệp Quốc dân Việt Nam do Đảng Cộng sản Đông Dương lãnh đạo. Mặt trận Quốc gia Liên hiệp đến đây tan rã.